# Бывшие посёлки городского типа Республики Коми
Бывшие посёлки городского типа Республики Коми — посёлки городского типа (рабочие и дачные), потерявшие этот статус в связи с административно-территориальными преобразованиями.

## А
- Абезь — пгт с 1942 года. Преобразован в сельский населённый пункт в 1991 году.

## Б
- Берёзовка — пгт с 1958 года. Преобразован в сельский населённый пункт в 1996 году.

## В
- Верхнеколвинск — пгт с 1984 года. Преобразован в сельский населённый пункт в 1998 году.
- Вожаёль — пгт с 1942 года. Преобразован в сельский населённый пункт в 1991 году.
- Воркута — пгт с 1940 года. Преобразован в город в 1943 году.
- Вуктыл — пгт с 1968 года. Преобразован в город в 1984 году.

## Г
- Горняцкий — пгт с 1946 года. Вошёл в состав города Воркута в 1969 году.

## Ж
- Железнодорожный — пгт с 1941 года. Преобразован в город Емва в 1985 году.

## И
- Ижма — пгт с 1944 года. Преобразован в город в 1955 году.
- Инта — пгт с 1944 года. Преобразован в город в 1954 году.
- Ираёль — пгт с 1958 года. Преобразован в сельский населённый пункт в 1992 году.

## К
- Каджером — пгт с 1950 года. Преобразован в сельский населённый пункт в 1997 году.
- Кажым — пгт с 1944 года. Преобразован в сельский населённый пункт в 1991 году.
- Канин — пгт с 1942 года. Включён в состав города Печора в 1949 году.
- Косью — пгт с 1952 года. Преобразован в сельский населённый пункт в 1998 году.
- Кырта — пгт с 1954 года. Преобразован в сельский населённый пункт в 1958 году.

## М
- Микунь — пгт с 1948 года. Преобразован в город в 1959 году.

## Н
- Нижняя Омра (Нижнеомринский) — пгт с 1955 года. Преобразован в сельский населённый пункт в 1992 году.
- Нювчим — пгт с 1929 года. Преобразован в сельский населённый пункт в 1995 году.

## О
- Ошкурья — пгт с 1946 года. Преобразован в сельский населённый пункт в 1959 году, исключён из учётных данных в 1997 году.

## П
- Печора — пгт с 1942 года. Преобразован в город в 1949 году.

## С
- Сивомаскинский — пгт с 1957 года. Преобразован в сельский населённый пункт в 1993 году.
- Советский — пгт с 1964 года. Вошёл в состав города Воркута в 2002 году.
- Сыня — пгт с 1975 года. Преобразован в сельский населённый пункт в 2000 году.

## Т
- Тракт — пгт с 1958 года. Преобразован в сельский населённый пункт в 1992 году.

## У
- Усинск — пгт с 1971 года. Преобразован в город в 1984 году.
- Ухта — пгт с 1938 года. До 1939 назывался Чибью. Преобразован в город в 1943 году.

## Х
- Хальмер-Ю — пгт с 1954 года. Упразднён и исключён из учётных данных в 1996 году.
- Хановей — пгт с 1949 года. Преобразован в сельский населённый пункт в 1966 году.

## Ц
- Цементнозаводский — пгт с 1957 года. Вошёл в состав пгт Северный в 2002 году.

## Щ
- Щельяюр — пгт с 1962 года. Преобразован в сельский населённый пункт в 1995 году.

## Э
- Эжва — пгт с 1958 года. До 1963 назывался Слобода. Вошёл в состав города Сыктывкар в 1968 году.

## Ю
- Югыдъяг — пгт с 1975 года. Преобразован в сельский населённый пункт в 1991 году.